# Forma del cos humà

Dibuixos de formes humanes nues d'un home i una dona que es troben a la Placa de les Pioneer. Cal destacar les espatlles amples de l'home i els malucs amples de la dona.

La forma del cos humà és el resultat de la interacció de fenòmens complexos amb detalls i funcions sofisticats.

## Forma del cos humà
La forma d'una persona en general és definida per l'estructura del seu esquelet, músculs i greix. L'estructura esquelètica creix i canvia fins al punt en què l'ésser humà aconsegueix l'adultesa i roman aproximadament invariable per la resta de la vida de l'individu.
Durant la pubertat, té lloc la diferenciació del cos de l'home respecte de la dona amb el propòsit de servir a la reproducció. En els humans adults, la massa muscular pot variar a conseqüència d'exercici, i la distribució de greix pot variar a causa de fluctuacions en els nivells d'hormones. Els gens heretats també tenen un rol important en el desenvolupament de la forma del cos humà.
La forma del cos és conseqüència del nivell hormonal de l'individu durant la pubertat, que al seu torn implica fertilitat, i també ofereix certa informació sobre els nivells actuals de les seves hormones sexuals. Una manera agradable suggereix una bona salut i to físic del cos. Els músculs i distribució del greix pot canviar de tant en tant, a diferència de l'estructura òssia, en funció dels hàbits alimentaris, exercicis i els nivells hormonals. L'art del dibuix de figures defineix certes proporcions del cos que són considerades ideals.
La roba canvia l'aparença del cos. La Moda pot millorar la forma del cos, mentre que els pantalons texans ajustats, bikinis, sostenidors, faixes, cotilles i altres peces de vestir poden donar suport o constrènyer les zones del cos per aconseguir proporcions diferents. Sabates de taló alt, generalment utilitzat per les dones, també alteren les proporcions del cos.
D'acord amb la Heart and Stroke Foundation del Canadà, aquelles persones amb una cintura més gran (forma de poma) tenen més riscos de salut que els que porten l'excés de pes als malucs i les cuixes (forma de pera). Les persones amb cossos en forma de poma que tenen excés de pes tenen un major risc de tenir pressió arterial alta, diabetis de tipus 2 i colesterol alt.
La distribució del greix té un paper important en la salut, alguns estudis suggereixen que el greix a les cuixes i els malucs poden ser beneficiosos per a la salut.

### Els trets facials
A causa de l'acció de la testosterona, els mascles desenvolupen aquests trets facials durant la pubertat:
- Un front més prominent.
- Una mandíbula pesada.
- Mentó més prominent.
- Major os del nas.

Com que les dones tenen al voltant d'1/10 de la quantitat de testosterona d'un home, aquestes característiques no es desenvolupen en la mateixa mesura. Per tant, les cares femenines en general són més similars a les dels nens pre-púbers.

### Pits
Les dones tenen pits grans, a causa de les glàndules mamàries funcionals, que es desenvolupen a partir de la pubertat endavant, a causa dels efectes de l'estrogen. Les glàndules mamàries no contenen teixit muscular. La forma dels pits de les dones es veu afectada per l'edat, factors genètics, i el pes corporal.